# 9991 Anežka

9991 Anežka

9991 Anežka eller 1997 TY7 är en asteroid i huvudbältet som upptäcktes den 5 oktober 1997 av den tjeckiska astronomen Zdeněk Moravec vid Kleť-observatoriet. Den är uppkallad efter Anežka Moravcová, släkting till upptäckaren.
Asteroiden har en diameter på ungefär 12 kilometer och den tillhör asteroidgruppen Themis.